# Zangbundel Joh. de Heer

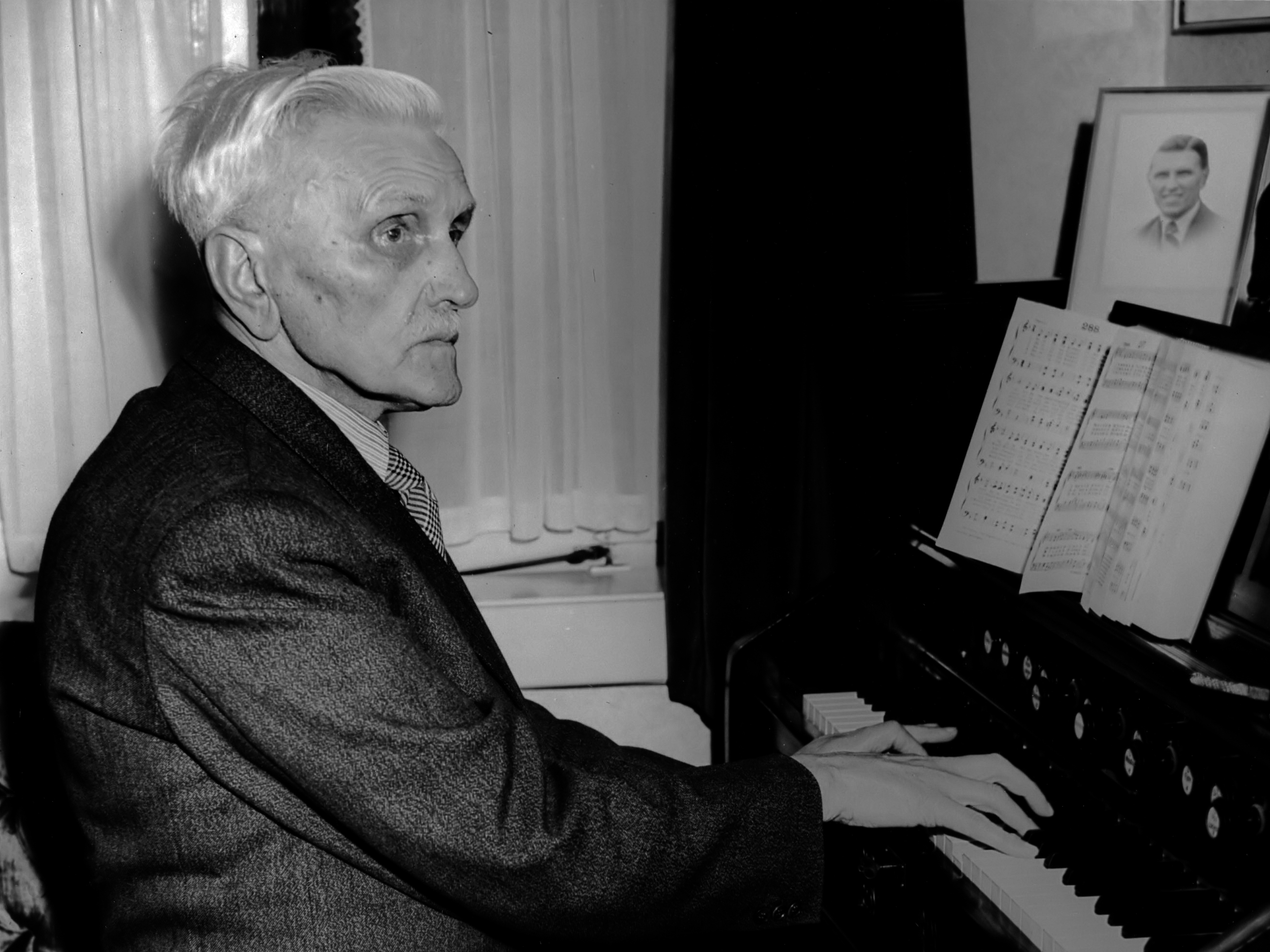
Johannes de Heer achter het harmonium, 18 mei 1951

Zangbundel Joh. de Heer is een liedboek met protestants-christelijke liederen voor gebruik in huis en tijdens samenkomsten. De bundel werd oorspronkelijk samengesteld door Johannes de Heer en verscheen voor het eerst in 1905.

## Geschiedenis
De Heer, geboren in 1866, kwam in 1896 tot geloof en kwam terecht bij de Rotterdamse stadsevangelisatiekring Jeruël. Daar viel het hem op dat een geschikt liedboek ontbrak en hij besloot het zelf samen te stellen. In mei 1905 publiceerde hij zijn eerste Zangbundel ten dienste van huisgezin en samenkomsten, met daarin een aantal psalmen en zondagschoolliederen, hoewel de hoofdmoot werd gevormd door zogenoemde ’gospel hymnes’, die vanuit Amerika, Engeland en Wales in Nederland waren beland. De eerste druk van wat al spoedig de Joh. de Heer-zangbundel zou gaan heten, bevatte 675 liederen. De bundel beleefde tientallen herdrukken, met tal van wijzigingen, omdat De Heer rekening hield met de wensen en opmerkingen van de gebruikers. In de loop der jaren werden er liederen aan toegevoegd en werden anderen uit de bundel genomen.
De opwekkingsliederen in de zangbundel leggen sterk de nadruk op de noodzaak van bekering van elke individuele zondaar en op een persoonlijke relatie met Christus. De artistieke vorm telde voor De Heer minder, het ging hem om de prediking van het Evangelie. Daardoor bleef de bundel inhoudelijk in literair en muzikaal opzicht nog weleens onder de maat. Dat kwam hem op gepeperd commentaar van de zijde van theologen en musicologen te staan, maar hij had aan die kritiek geen boodschap. De bundel was gericht op ’de eenvoudigen’, werd hij niet moe te verklaren. ”Gods kudde bestaat niet uit giraffen, maar uit schapen die Zijn hand wil weiden. U hangt echter de korf met voedsel zó hoog dat een eenvoudig schaap er onmogelijk bij kan”, wierp hij zijn critici voor de voeten.
In 2004 verscheen een nieuwe Joh. de Heer-zangbundel. Een jubileumbundel, met daarin 944 liederen. Het was in 2005 een eeuw geleden dat de eerste bundel verscheen. In de loop der jaren is de bundel diverse malen aangepast en uitgebreid. Tijdens een toogdag van Het Zoeklicht werd door de huidige uitgever het eerste exemplaar van de nieuwe bundel aan Joop de Heer, kleinzoon van Johannes de Heer, overhandigd. Tot 1980 zijn van de Joh. de Heer-zangbundel meer dan een miljoen exemplaren verkocht.

## Edities
Een overzicht van de edities vanaf de editie 1926
- Editie 1926: 751 doorlopende nummers met 27 a-nummers en 149 bijbelkoren
- Tussenliggende edities: 4 nieuwe liederen vervangen direct oudere, 1 a-nummer toegevoegd, 1 a-nummer vervallen. verder 97 nieuwe liederen (752-848)
- Editie 1947: 157 nummers en 79 bijbelkoren vervallen, 20 nieuwe liederen vervangen direct oudere, 4 a-nummers toegevoegd, 31 nieuwe nummers toegevoegd (849-879)
- Editie 1963: Sommige liederen kregen nieuwe harmonisaties door Jan van Weelden, psalmen en gezangen ritmisch gezet, 4 nieuwe liederen (880-883)
- Editie 1968: Veel liederen kregen nieuwe harmonisaties door Jan van Weelden, spelling gemoderniseerd, 16 nieuwe liederen (884-899)
- Editie 1973: 16 nieuwe liederen (900-915)
- Editie 1991: 200 nieuwe liederen (voor een groot deel vullen deze eerder vervallen nummers op, verder 916-958), 97 oude liederen (en 2 a-nummers) vervallen
- Editie 2004: 53 nieuwe liederen toegevoegd (959-1011)

De Bijbelkoren zijn later (ergens na 1973) niet meer opgenomen, maar enkele daarvan tellen nu onder de genummerde liederen. De nummering in de recentere edities kan afwijken van die in de vooroorlogse. Sinds 1947 wordt bij een wijziging een oud lied niet rechtstreeks vervangen door een nieuw lied met hetzelfde nummer. Een oud liednummer zal eerst vervallen in een bepaalde editie en pas vele jaren later, als het als compleet vergeten kan worden beschouwd, zal dit nummer in een nieuwere editie opnieuw gebruikt worden voor een nieuw lied. Op deze wijze zijn er in elke editie ook nummers die niet gebruikt worden. De actuele nummering is bruikbaar voor alle edities vanaf 1947 tot heden. Het aantal van 944 liederen is als volgt berekend: 1011 nummers, waarvan 97 vervallen zijn, maar van 30 liederen zijn er twee versies; de eerste heeft alleen het nummer, het tweede voegt daar een a aan toe. De editie 2004 geeft als aantal liederen 952 aan.